# Celestino Carnalla
Celestino Carnalla Sanchéz (Jiutepec, Morelos; 11 de marzo de 1893-Jiutepec, 24 de julio de 1938), conocido como El Charro, fue un militar mexicano que participó en la Revolución mexicana. 
En marzo de 1911 se incorporó a las fuerzas maderistas del general Modesto Rangel. En ese mismo año fue ascendido a coronel en Cuernavaca, Morelos. Después de la ruptura de Francisco I. Madero reorganizó sus fuerzas y se unió a la lucha zapatista como coronel de caballería de Emiliano Zapata y permaneció fiel a ella hasta después de la muerte de Zapata. En 1920, como tantos otros zapatistas, ingresó al Ejército Nacional. 
Se retiró en 1924 para trabajar en su parcela de tierra llamada «La Alameda» en su pueblo junto con su esposa Rosa Sanchéz Tinoco e hijos (Reyna, Margarita y Antonio). Murió asesinado por Ricardo Aguilar el 24 de julio de 1938 y su muerte quedó impune.